# Brabantse leem
Onder Brabantse leem worden leemafzettingen verstaan die zich met name in het gebied van de Roerdalslenk in de Nederlandse provincie Noord-Brabant bevinden. De naam werd in 1949 gegeven door Vink, de leem werd tot 2003 bij de Formatie van Eindhoven (Nuenen Groep) ingedeeld. Sinds 2003 wordt deze indeling niet meer gebruikt en is de Brabantse leem ondergebracht bij de Formatie van Boxtel (Laagpakket van Liempde).

## Kenmerken
Het totale leempakket bereikt een maximale dikte van ongeveer drie meter maar is meestal veel dunner, terwijl de basis gewoonlijk minder dan vijf meter onder het maaiveld ligt.
Lokaal zijn humeuze laagjes aanwezig terwijl (vooral aan de onder en bovenkant) vorstverschijnselen te zien zijn zoals vorstwiggen en cryoturbatie. Daarnaast komen in de leem af en toe laagjes met land- en zoetwatermollusken voor.

## Ouderdom en afzettingsomstandigheden

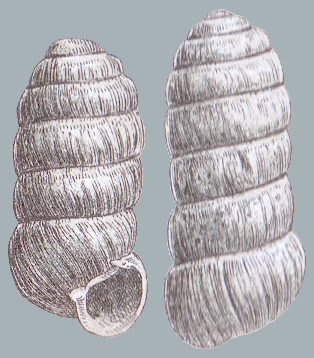
Columella columella, een subarctische landslak, algemeen in de Brabantse leem

De Brabantse leem werd afgezet tijdens het Weichselien. C14-dateringen geven ouderdommen aan van 31.000 ± 370 BP en 43.300 ± 1000 BP, terwijl dateringen met behulp van OSL voor afzettingen direct onder de leem 58 ± 4 ka en direct boven de leem 15.0 ± 0.9 ka opleverden. Dit betekent dat de Brabantse Leem overeenkomt met een laat deel van MIS 3. De in de leem aangetroffen soorten land- en zoetwatermollusken zijn kenmerkend voor een koud subarctisch klimaat. De landsoorten geven een boomloos landschap aan dat begroeid is met grassen en kruiden. De zoetwatersoorten zijn kenmerkend voor seizoensgebonden ondiepe plasjes die 's-winters waarschijnlijk dichtgevroren waren. De leem ontstond uit door de wind aangevoerde löss, dat tijdens de zomer in deze meertjes bezonk. Voor stromend water zijn wel aanwijzingen maar die zijn beperkt en zeer lokaal.

## Vegetatie en waterhuishouding
Waar zich Brabantse leem in de bodem bevindt wordt het regenwater tegengehouden, waardoor de grond er nat is. Door het kalkgehalte van de leem is er in het algemeen een rijkere plantengroei dan op de zure gronden die de dekzandruggen kenmerken.